# Jérôme Bicamumpaka
Jérôme-Clément Bicamumpaka ou Jérôme Bicamumpaka, né en 1957 à Mukono dans la commune de Ruhondo[Laquelle ?] (préfecture de Ruhengeri) est un homme d’État rwandais, ancien Ministre des Affaires étrangères du Gouvernement intérimaire rwandais de 1994. 
Faisant partie des extrémistes Hutu, il est notamment chargé au cours du génocide des Tutsi de justifier à l'international la politique mise en œuvre. Jugé par le TPIR, il est acquitté de toutes les charges en 2011.

## Biographie

### Famille, études et affiliation politique
Jérôme Bicamumpaka est le fils de Balthazar Bicamumpaka, l'un des chefs du MDR-Parmehutu.
Il étudie les sciences économiques à l'Université libre de Bruxelles en 1984 puis commence une formation à l'UCLouvain trois ans plus tard ; il revient au Rwanda au début de la décennie 1990 et fonde une société de conseil en gestion ce qui lui permet de se créer un réseau dans les milieux d'affaires. Il adhère en 1991 au Mouvement démocratique républicain (MDR) lors de la mise en place du multipartisme au Rwanda. Il est présenté par le sociologue André Guichaoua comme représentant la mouvance « Power », c'est-à-dire radicale. En 1993, il est choisi comme député pour représenter son parti à la préfecture de Ruhengeri. 

### Pendant le génocide

#### Ministre des Affaires étrangères
Il est nommé Ministre des Affaires étrangères  le 9 avril 1994 lors de la constitution du Gouvernement Kambanda, trois jours après l'attentat qui cause la mort du président Habyarimana. 
Dès le 15 avril, il participe à entretenir une confusion volontaire entre guerre et génocide afin de brouiller la réalité des faits à l'international. Ainsi, il déclare dans une « mise au point » que le FPR a attaqué la capitale dans la nuit du 6 au 7 avril 1994, discours qui lui permet, selon Jean-Pierre Chrétien, d'accréditer la thèse erronée d'une « colère populaire spontanée » qui serait dirigée contre « les sympathisants du FPR en majorité Tutsi » qualifiés, au demeurant, de « pions » par lui-même. 

##### Déplacements officiels afin de justifier la politique génocidaire

###### En Europe
Jérôme Bicamumpaka effectue des missions officielles en Europe à partir de fin avril 1994. Il s'agit alors de justifier la politique du gouvernement intérimaire alors que la réprobation de certains États commence à se répandre : par exemple, interrogé lors d'un voyage en Allemagne, il déclare qu'il n'y a pratiquement plus de massacres. Il est reçu en France les 26 et 27 avril 1994 au côté de Jean-Bosco Barayagwiza — idéologue du génocide et extrémiste notoire — par le Premier ministre Edouard Balladur, le Ministre des affaires étrangères Alain Juppé, et le Conseiller aux affaires africaines de François Mitterrand, Bruno Delaye,,. Gérard Prunier soutient qu'il y aurait aussi eu une rencontre directement avec le président français. Si un porte-parole du gouvernement allègue d'abord qu'il s'agit d'une visite privée, en réalité, les deux individus se rendent à l'Élysée et à Matignon. D'après un compte-rendu de Jean-Marc Simon, directeur de cabinet adjoint du Ministère de la Coopération, Jérôme Bicamumpaka souhaite que la France fasse pression sur le gouvernement ougandais pour le désolidariser du FPR et inciter ainsi ce dernier à négocier,. Début mai, toujours en tournée dans les capitales européennes, Jérôme Bicamumpaka déclare sur la BBC qu'autant de Tutsi et Hutu ont été tués ; il ajoute que l'estimation de 100 000 morts établie par le  Comité international de la Croix-Rouge est « largement exagérée » et table, de son côté, sur 10 000 victimes tout en précisant que personne ne peut conclure puisqu'« il n'y a pas de témoins ».

###### A l'ONU
Le 16 mai 1994, il prononce un discours à l'ONU dans lequel le FPR est présenté comme un héritier direct de la monarchie tutsie, dont il aurait conservé pour partie la conception du pouvoir. Si le FPR a accepté de négocier un temps avec les accords d'Arusha, celui-ci n'en serait pas moins déterminé à l'emporter par la voie des armes. Parallèlement, Jérôme Bicamumpaka tente de justifier le génocide : reprenant notamment le discours mensonger de la RTLM, il affirme que le gouvernement rwandais s'emploie par des messages radios et des réunions de pacification à ramener le calme et que les massacres n'ont plus cours hormis aux endroits où l'affrontement armé avec le FPR se poursuit,. Il demande enfin un élargissement de la mission de la MINUAR, pour former une « force internationale d'interposition » capable d'assurer un cessez-le-feu au Rwanda et s'oppose à un embargo sur les armes pour son pays. Jean-Bernard Mérimée, alors représentant de la France au Conseil de sécurité, rend compte de la séance le lendemain en expliquant que le discours « extrêmement virulent et à connotation raciste » a choqué les ambassadeurs présents « dont certains ont regretté dans leurs interventions le ton et le contenu ».    

### Après le génocide

#### Fuite vers le Zaïre et arrestation à Yaoundé
Le 17 juillet 1994, il fuit avec les autres membres du gouvernement intérimaire alors que les troupes du FPR prennent Kigali. Ce jour-là, accompagné de Théodore Sindikubwabo, il rencontre dans l'après-midi le lieutenant-colonel Jacques Hogard à Cyangugu qui leur explique que la ZHS de l'opération Turquoise n'est pas faite pour eux selon les consignes données par le général Lafourcade. Après des négociations, un accord est trouvé sur le fait de partir dans un délai de 24 heures ; Jacques Hogard se rend alors de l'autre côté de la frontière, au Zaïre, et demande expressément à son homologue du Kivu que les frontières ne soient pas fermées : « [...] vous les laissez poreuses, je ne veux pas que vous empêchiez ces gens-là de partir, le Zaïre est grand, ils n’ont que ça pour partir ». 
Arrêté à Yaoundé début avril 1999 avec Justin Mugenzi (en) et Prosper Mugiraneza (en), respectivement ex ministre du Commerce et de la Fonction publique, les autorités camerounaises acceptent de remettre les trois hommes au Tribunal pénal international pour le Rwanda le même mois. 

#### Poursuites devant le TPIR et acquittement
Les charges retenues contre lui sont celles d'entente en vue de commettre le génocide, génocide, complicité de génocide, incitation directe et publique à commettre le génocide, crimes contre l'humanité (meurtre, extermination, viol), violations de l'article 3 commun aux Conventions de Genève et Protocole additionnel II,.  Il refuse de plaider coupable ou non coupable lors de sa première comparution. Le procès s'ouvre le 6 novembre 2003. Jugé avec les deux autres ministres arrêtés au même moment que lui et Casimir Bizimungu, ancien Ministre de la Santé, il est acquitté en première instance le 30 septembre 2011. La Chambre conclut notamment que l'Accusation a violé certaines de ses obligations en matière de divulgation, parfois en ne communiquant pas pendant plus d'un an à la Défense des éléments de preuve à décharge particulièrement pertinents. Elle écarte ainsi de son analyse de la responsabilité de Jérôme Bicamumpaka des éléments portant sur une réunion tenue au domicile d'une membre du MRND où le Ministre des Affaires étrangères aurait incité les participants à tuer les Tutsi. 
En 2014, il vit toujours à Arusha dans un bâtiment appartenant à l'ONU en compagnie d'autres individus acquittés ou ayant purgé leur peine qui ne peuvent retourner au Rwanda en raison des risques qu'ils disent encourir et qu'aucun autre État ne souhaite accueillir.